# 1996年夏季残疾人奥林匹克运动会加拿大代表团
1996年夏季残疾人奥林匹克运动会加拿大代表团是加拿大派出的1996年夏季残疾人奥林匹克运动会代表团。获得24枚金牌、21枚银牌和24枚铜牌。